# Certificat du Patriote

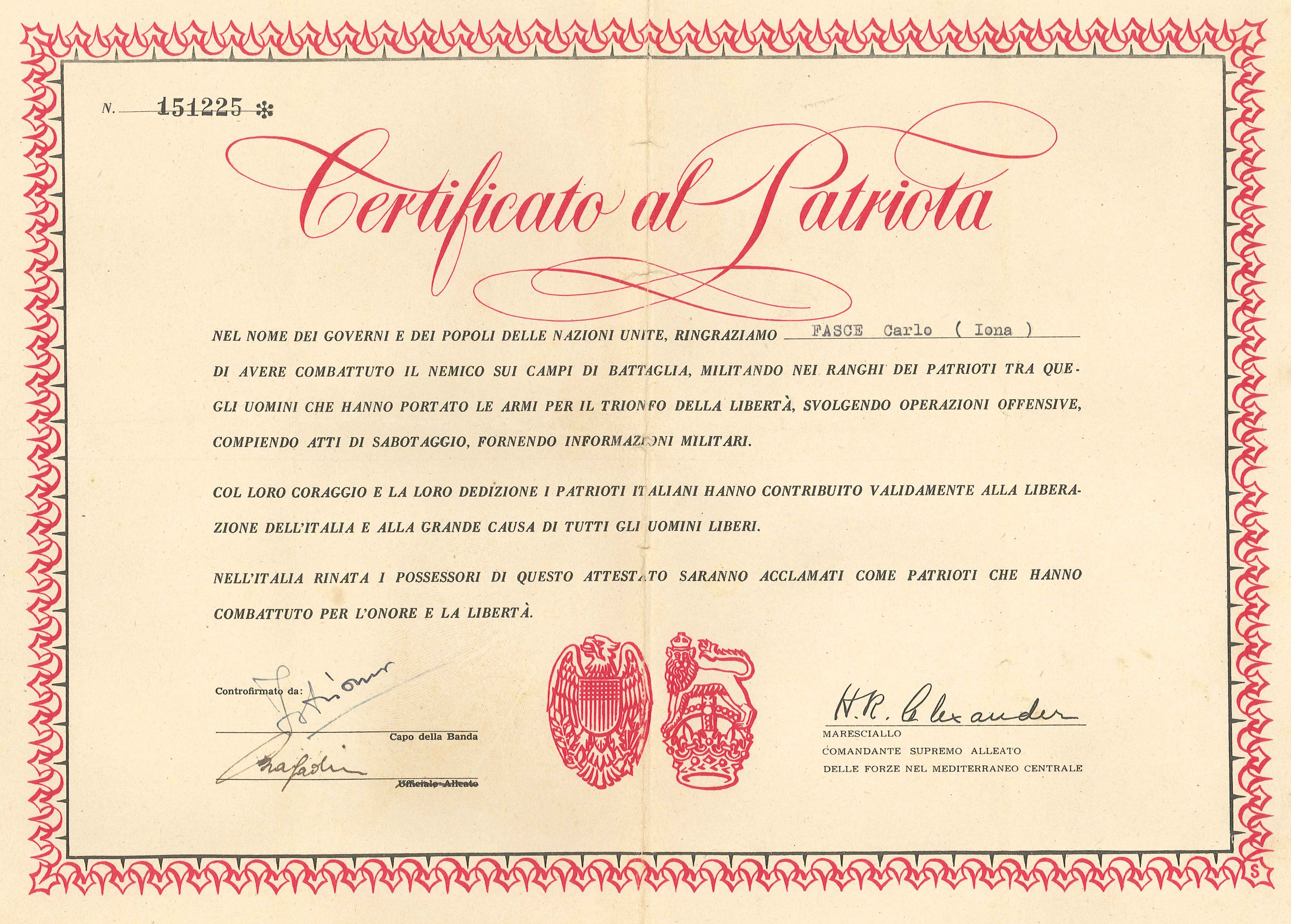
Le Certificat du Patriote livré par Harold Alexander aux Partisans italiens après la Seconde Guerre mondiale

Le Certificat du Patriote est un document qui a été donnée aux partisans italiens après la Seconde Guerre mondiale.

## Historique
Il est ainsi nommé du nom de maréchal H. R. Alexander, commandant des Armées alliées en Italie, Alexander Brevets.
Il a été livré pour la première fois par Harold Alexander lui-même au Partisan Nello Iacchini, ce qui le 26 août 1944 a sauvé la vie du maréchal et du Premier ministre britannique Winston Churchill lors d'une visite à l'Italie de ce dernier.
Parmi ceux qui ont reçu le Certificat, le général Raffaele Cadorna Junior, (fils du général Luigi Cadorna) l'un des commandants de la Résistance italienne contre l'occupant allemand dans le nord de l'Italie après 1943.

## Le texte
Au nom des gouvernements et les peuples des Nations Unies, nous tenons à remercier [NOM ET PSEUDONYME] pour avoir combattu l'ennemi dans les champs de bataille sur le service dans les rangs patriotes, parmi ces hommes, qui ont utilisé les armes pour le triomphe de la liberté, le développement des opérations offensives, l'accomplissement des actes de sabotage, de donner des renseignements militaires. Grâce à leur courage et à leur dévouement, les patriotes italiens ont grandement contribué à la libération de l'Italie et la grande cause de tous les hommes libres. Dans la renaissance de l'Italie, les détenteurs de ce certificat sera considéré comme patriotes, qui ont combattu pour l'honneur et pour la liberté. 
Alexander RH, le feld-maréchal, commandant suprême des forces alliées, théâtre méditerranéen.